# Gabriel de Aristizábal y Sequeira
Gabriel de Aristizábal y Sequeira (Cádiz, 14 de febrero de 1783-Madrid, 15 de febrero de 1809) fue un diplomático español. Destinado en la embajada española ante el Electorado de Sajonia en Dresde. 

## Biografía
Hijo del marino militar español Gabriel de Aristizábal y Espinosa (1743-1805) y de Inés María de Sequeira Palma y hermano del geógrafo Domingo de Aristizábal y Sequeira nacido en Cuba.
El día 26 de julio de 1805 ingresó como caballero en la Orden de Carlos III. En el 1808 tenía cargo en la secretaría del despacho de Estado. Colaborando con el gobierno de José I Bonaparte.
En el Museo del Prado de Madrid se conserva un retrato suyo realizado por el pintor e ilustrador Mariano Oliver Aznar (1863-1927).

## Familia
Contrajo matrimonio con la dama alemana Carolina de Reutt, que era natural de Dresde. Del matrimonio nació Gabriel de Aristizábal y Reutt (1805-1877).

### Distinciones honoríficas
- caballero de la Orden de Carlos III